# Học viện Âm nhạc Quốc gia Moskva

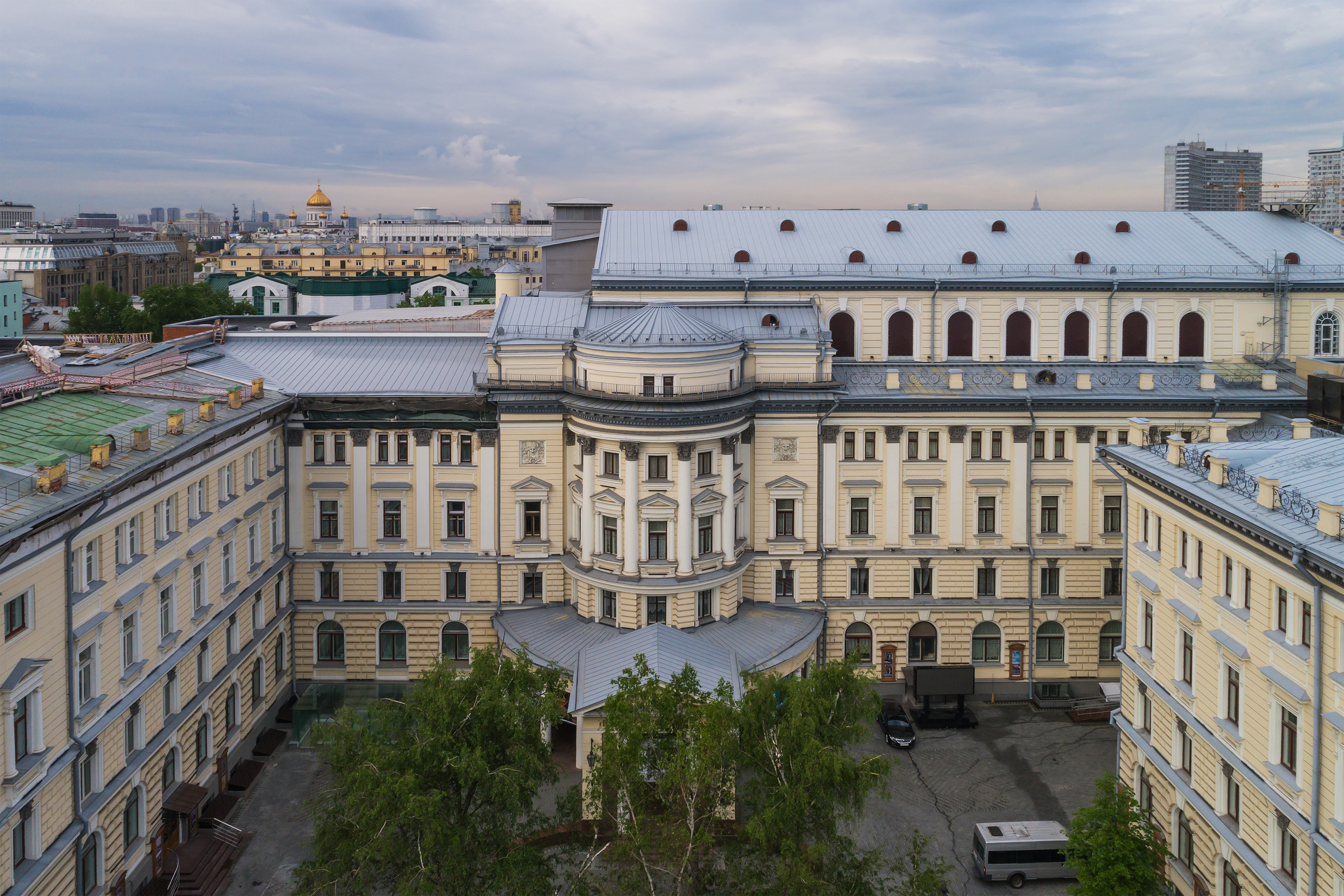
Khán phòng của Học viện Âm nhạc Quốc gia Moskva

Học viện Âm nhạc Quốc gia Moskva mang tên Tchaikovsky (tiếng Nga: Московская государственная консерватория имени П. И. Чайковского) hay Nhạc viện Moskva, là cơ sở giáo dục, đào tạo âm nhạc cao cấp ở thành phố Moskva. Tại Cộng hòa Liên bang Nga, nó có tuổi đời chỉ sau Học viện Âm nhạc Quốc gia Sankt-Peterburg (Nhạc viện Sankt-Peterburg). Cùng với Nhạc viện Sankt-Peterburg, đây là một trong những trường đại học về âm nhạc hàng đầu ở Nga cũng như trên thế giới.
Trường thành lập năm 1866 dưới tên Nhạc viện Đế chế Moskva bởi Nikolai Rubinstein (em ruột của nghệ sĩ dương cầm và soạn nhạc nổi tiếng của Nga - Anton Rubinstein, người sáng lập Nhạc viện Sankt-Peterburg năm 1862) và Hoàng tử Nikolai Petrovitch Troubetzkoy.
Ngay khi thành lập, Tchaikovsky được chỉ định là giáo sư lý luận và hòa âm, vị trí mà ông tại nhiệm đến khoảng năm 1878. Từ năm 1940, Nhạc viện mang tên Tchaikovsky.
Trước Cách mạng tháng Mười, khoa hợp xướng của Nhạc viện đứng thứ hai sau Trường dòng Moskva và dàn thánh ca Moskva. Kể từ năm 1919, cả hai đơn vị trên bị giải thể và sáp nhập vào khoa hợp xướng. Một số cựu sinh viên được liệt kê trong danh sách của Học viện thực ra là sinh viên của trường dòng.